# Billy i Mandy i zemsta Boogeymana
Billy i Mandy i zemsta Boogeymana (ang. Billy & Mandy’s: Big Boogey Adventure) – amerykański film animowany, w którym pojawiają się bohaterowie seriali znanych z Cartoon Network, głównie z serialu „Mroczne przygody Billy’ego i Mandy”.
Premiera filmu w Polsce odbyła się w halloweenowym maratonie 1 listopada 2008 roku o godz. 10:30 na kanale Cartoon Network.

## Fabuła
Ponury dostał kolejne zlecenie. Tym razem przyszedł po Szramę, lecz ten zaczął mu uciekać nie chcąc jeszcze kończyć swojego życia. Do pogoni za generałem, przyłączyli się Billy i Mandy, którzy próbowali go złapać razem z ponurym. Niestety kosiarzowi i jego przyjaciołom nie udało się złapać zbiega. Po powrocie do domu przyłącza się do nich Irwin. Chwilę później nadchodzą straże podziemnego sądu. Zabierają wszystkich do sądu, gdzie spotykają Boogeymana. Ponuremu zarzuca się, że nadużywał swojej mocy i nie dopełniał obowiązków ponurego żniwiarza. W rezultacie wina zostaje udowodniona i Ponury traci pracę wraz z kosą. Zostaje także skazany na wygnanie, lecz w tym samym momencie Boogeyman proponuje, aby Ponury wraz z przyjaciółmi udali się z nim w podróż. Oczywiście Boguś miał już ułożony swój plan pozbycia się swoich wrogów. Kapitan zdecydował także, że Billy, Mandy, Irwin i Ponury wskoczą do morza lawy. Początek jego planu niestety nie udaje się, ponieważ Billy’emu udaje się zabawić całą załogę statku swoją piosenką. Gdy wszyscy wciągnęli się w utwór chłopca nadszedł czas ucieczki. Zabrali szalupę ratunkową i uciekli ze statku. Niedługo później chcieli odnaleźć dłoń strachu, aby Boogeyman nie mógł rządzić światem, ponieważ to był jego główny cel podróży. Podczas tej całej drogi musieli przeżyć jeszcze wiele przygód. Następną z nich było spotkanie z cyklopami, małym i dużym. Uwielbiali oni gotować i jeść, więc postanowili przybyszy przygotować na obiad. Drużynie udało się uciec, lecz gdy zbliżali się do swojej łódki, przypłyną wielki tort urodzinowy. Okazało się, że był to prezent od Boogeymana. W torcie znajdował się środek usypiający. Gdy wszyscy spali, Boogeyman porwał Mandy. Gdy Irwin się o tym dowiedział, pokonał całą załogę na statku Bogusia i uratował Mandy. Ważnym punktem przygody był jeszcze wyścig, do którego doszło przez drobny spór załogi Ponurego i załogi Boogeymana. Aby móc zmierzyć się ze Strachem Starożytnym – strażnikiem dłoni strachu. Czwórka bohaterów wygrała wyścig, pokonała Stracha i zdobyła dłoń.

## Postacie

### Bohaterowie
- Billy
- Mandy
- Ponury
- Irwin

### Złoczyńcy
- Boogeyman – nazywany także Bogusiem.
- Załoga Boogeymana

### Pozostali
- Szrama
- Harold – Tata Billy’ego
- Gladis – Mama Billy’ego
- Sędzia w piekielnym sądzie
- Strach starożytny
- Fred Fredburger
- Drakula

## Obsada
- Grey DeLisle - Mandy
- Greg Eagles - Billy
- Richard Steven Horvitz - Ponury
- Vanessa Marshall

## Wersja polska
Opracowanie i udźwiękowienie wersji polskiej: Studio Sonica

Wystąpili:
- Leszek Zduń –
  - Billy,
  - Billybot
- Beata Łuczak –
  - Mandy,
  - Mandroid
- Jan Kulczycki – Ponury
- Krzysztof Zakrzewski – Boogeyman
- Ryszard Olesiński –
  - Dreszczyk,
  - Drakula
- Jolanta Wilk –
  - Numer 3,
  - Dorosła Mandy
- Jarosław Boberek – Fred Fredburger
- Jan Aleksandrowicz –
  - Strach,
  - Dorosły Irwin
- Cezary Nowak – Harold – Tata Billy’ego
- Izabela Dąbrowska – Gladis – Mama Billy’ego
- Włodzimierz Bednarski – Sędzia
- Wojciech Paszkowski – 
  - Generał Szrama,
  - Jeden z cyklopów
- Tomasz Bednarek – Przechodzień
- Miriam Aleksandrowicz – Narzeczona Frankensteina
- Jacek Czyż – Jeden z cyklopów

i inni
Śpiewał: Jarosław Boberek

## Nawiązania
- W filmie wiele razy zostaje wspomniany serial Kryptonim: Klan na drzewie i zostaje pokazana postać z tego serialu. Jest to „Numer 3”, która przejęła obowiązki Ponurego.

- Na początku gdy Billy, Mandy, Irwin, Ponury i Boguś płyną statkiem podczas piosenki Billy’ego solówkę na gitarze gra postać przypominająca Kuzyna Coś z Rodziny Addamsów. Postać ta posiada czarny kapelusz co jest niewątpliwie nawiązaniem do znanego gitarzysty Slasha.